# Tibor Navracsics
Tibor Navracsics (Veszprém, 13 de junho de 1966) é um político húngaro, membro do Fidesz-União cívica húngara (Fidesz-MPSz), atual comissário europeu da Educação, Cultura, Juventude e Esporte.

## Biografia
Graduado em direito e ciências políticas pela Universidade Eötvös Loránd de Budapeste em 1990, foi nomeado chefe de gabinete de Viktor Orbán, presidente do Fidesz-União cívica húngara em 2003 e em seguida foi eleito membro da Assembleia Nacional da Hungria e presidente do grupo parlamentar (2006-2010).
No dia 29 de maio de 2010, foi indicado vice-primeiro-ministro e ministro de Administrações Públicas e Justiça no governo de Orbán. Nesse cargo, teve problemas com a Comissão Europeia pela aprovação de algumas leis que foram consideradas como "ataques à democracia" por críticos internos e externos, como a polêmica "lei da mordaça" em 2012.
Após ser nomeado comissário europeu pelo governo húngaro e o presidente da Comissão de Jean-Claude Juncker, em 10 de setembro de 2014, o cargo de comissário de Educação, Cultura, Juventude e Cidadania.